# Принц Јахја
Принц Јахја (тур. Şehzade Yahya; 1589—1649), познат и као гроф Александар од Црне Горе, био је принц Османског царства, син султана Мехмеда III и Гркиње Елене-хатун. Након смрти његовог брата султана Ахмеда I и промене закона да се власт више не преноси са оца на сина, већ да на престо долази најстарији и најмудрији принц, Јахја је постао главни претендент на османски трон и годинама се борио са Ахмедовом децом како би га преузео.

## Биографија
Принц Јахја је рођен у Маниси, његов отац је био турски султан Мехмед III.
Када је султан Мехмед III преминуо 1603. године, на престо је дошао његов син Ахмед I, Јахја није био задовољан тиме што је Ахмет наследио престо. У Ламбертијевим писмима, потврђено је да је ово брат Великог Господара. Убрзо након Ахметове смрти, Јахја је покушао да са 400 бродова нападне Истанбул и узме престо Ахмедовог сина, Османа, али то му није успело. Он је често молио римокатоличког папу за помоћ, и обећавао му је да ако он постане султан, наредни Османски наследници биће преведени у хришћанство.
Почетком 1630-их оженио је Ану Катарину, ћерку војводе Петра из Дриваста код Скадра. Убрзо након тога био је проглашен за грофа црногорске регије. Његова жена је била потомак Ђурђа Скендербега, познатог српског борца против османских освајача и исламизације. Са Аном је имао двоје деце, сина Мориса (рођен 1635) и ћерку Елену (рођена 1638).
Јахја је умро у Котору (данас Црна Гора) 1649. године, у 64. години живота.

## Популарна култура
У популарној телевизијској серији, Величанствени век: Косем (2015—2017), лик принца Јахје (Искендера) тумачио је турски глумац Берк Џанкат.